# Pray for Me
Singles par The Weeknd
Secrets
(2017) Call Out My Name
(2018)
Singles par Kendrick Lamar
King's Dead
(2018) The Mantra
(2018)
Clip vidéo
[vidéo] « Pray for Me », sur YouTube
Pray for Me est une chanson du chanteur canadien The Weeknd et du rappeur américain Kendrick Lamar parue sur la bande originale du film Black Panther. Elle est sortie le 2 février 2018 en tant que troisième et dernier single de l'album. Il s'agit de la deuxième collaboration entre les deux artistes, après la chanson Sidewalks de The Weeknd en 2016, où Lamar apparaît en featuring.

## Crédits
Crédits et personnel adaptés du livret numérique.
- Kendrick Lamar – auteur, voix principale
- The Weeknd – auteur, voix principale
- Frank Dukes – auteur, production
- Doc McKinney – auteur, production, enregistrement
- Beatriz Artola – enregistrement
- Shin Kamiyama – enregistrement
- Mike Sonier – enregistrement
- Barry McCready – assistance à l'enregistrement
- Jaycen Joshua (en) – mixage
- David Nakaji – assistant en mixage
- Mike Bozzi (en) – mastérisation
- Chris Athens – mastérisation

## Classements et certifications
| Classement (2018)                       | Meilleure position |
| --------------------------------------- | ------------------ |
| Allemagne (GfK Entertainment)           | 24                 |
| Australie (ARIA)                        | 9                  |
| Autriche (Ö3 Austria Top 40)            | 32                 |
| Belgique (Flandre Ultratop 50 Singles)  | 22                 |
| Belgique (Wallonie Ultratop 50 Singles) | 39                 |
| Canada (Hot 100)                        | 5                  |
| Canada (CHR/Top 40)                     | 1                  |
| Canada (Hot AC)                         | 16                 |
| Colombie (National Report)              | 63                 |
| Danemark (Tracklisten)                  | 6                  |
| Écosse (OCC)                            | 19                 |
| Équateur (National-Report)              | 95                 |
| Espagne (PROMUSICAE)                    | 84                 |
| États-Unis (Hot 100)                    | 7                  |
| États-Unis (Adult Pop Songs)            | 31                 |
| États-Unis (Dance Club Songs)           | 47                 |
| États-Unis (Pop Airplay)                | 3                  |
| États-Unis (R&B/Hip-Hop Songs)          | 4                  |
| États-Unis (Rhythmic Songs)             | 1                  |
| Finlande (Suomen virallinen lista)      | 9                  |
| France (SNEP)                           | 44                 |
| France (SNEP Ventes)                    | 14                 |
| Grèce (IFPI Greece)                     | 4                  |
| Hongrie (Single Top 40)                 | 36                 |
| Hongrie (Stream Top 40)                 | 10                 |
| Irlande (Irish Singles Chart)           | 12                 |
| Italie (FIMI)                           | 72                 |
| Liban (Lebanese Top 20)                 | 2                  |
| Mexique (Mexico Airplay)                | 34                 |
| Norvège (VG-lista)                      | 6                  |
| Nouvelle-Zélande (RMNZ)                 | 12                 |
| Pays-Bas (Nederlandse Top 40)           | 14                 |
| Pays-Bas (Single Top 100)               | 22                 |
| Portugal (AFP)                          | 10                 |
| Royaume-Uni (UK Singles Chart)          | 11                 |
| Royaume-Uni (UK R&B Chart)              | 5                  |
| Slovaquie (IFPI Rádio)                  | 37                 |
| Suède (Sverigetopplistan)               | 4                  |
| Suisse (Schweizer Hitparade)            | 21                 |
| Tchéquie (IFPI Rádio)                   | 57                 |

| Classement (2018)                  | Position |
| ---------------------------------- | -------- |
| Australie (ARIA)                   | 71       |
| Canada (Canadian Hot 100)          | 33       |
| Danemark (Tracklisten)             | 75       |
| États-Unis (Hot 100)               | 40       |
| États-Unis (Hot R&B/Hip-Hop Songs) | 19       |
| États-Unis (Mainstream Top 40)     | 23       |
| États-Unis (Rhythmic)              | 8        |
| Pays-Bas (Nederlandse Top 40)      | 81       |

### Certifications
| Pays | Certification | Ventes      |
| --- | ------------- | ----------- |
| Australie (ARIA) | Platine       | 70 000‡     |
| Canada (Music Canada) | 3 × Platine   | 240 000^    |
| Danemark (IFPI) | Or            | 45 000‡     |
| États-Unis (RIAA) | 2 × Platine   | 386 000     |
| France (SNEP) | Platine       | 30 000 000‡ |
| Nouvelle-Zélande (RMNZ) | Or            | 15 000‡     |
| Royaume-Uni (BPI) | Or            | 400 000‡    |
| Suède (GLF) | Platine       | 8 000 000‡  |
| *Ventes selon la certification ^Mise en rayon selon la certification xNon précisé par la certification ‡ventes/streaming selon la certification |               |             |